# 東帝汶超級盃
東帝汶超級盃（葡萄牙語：LFA Super Taça）是東帝汶一項足球盃賽，參加隊伍為上屆頂級聯賽冠軍和上屆11月12日盃賽冠軍。如果盃賽冠軍亦同時聯賽冠軍，參加隊伍改為聯賽次名補上。
2020年的超級盃，由於2019冠状病毒病疫情而停止舉辦。

## 歷屆冠軍
- 2016年：寶沙達
- 2017年：凯克图帝力
- 2018年：博維斯塔
- 2019年：拉列诺克联